# 3000미터 달리기

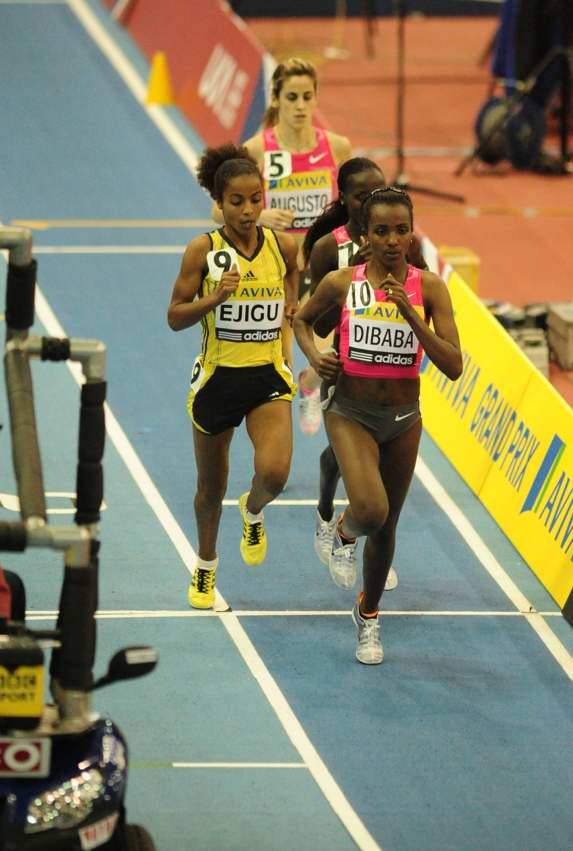
여성 실내 3000미터 경주. 버밍엄에서.

3000미터 달리기는 3000미터를 빨리 달리는 육상 경기 시합이다.